# Fragmenty ochrydzkie

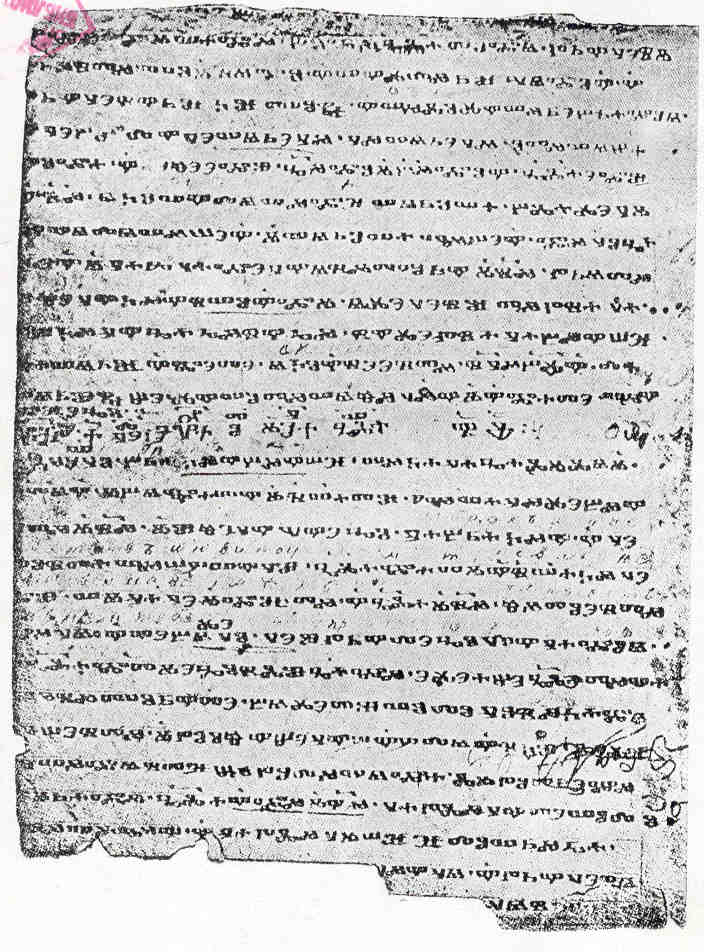
Zdjęcie jednej z kart

Fragmenty ochrydzkie – dwie zapisane głagolicą karty z XI wieku, będące fragmentem niezachowanego do czasów współczesnych ewangeliarza. Zaliczane są do kanonu tekstów staro-cerkiewno-słowiańskich. W wydaniach krytycznych oznaczane są symbolem Achr. Obecnie znajdują się w zbiorach Biblioteki im. A.M. Gorkiego w Odessie.
Zabytek został odkryty w 1845 roku w jednym z monasterów w Ochrydzie przez Wiktora Grigorowicza. Zawiera lekcje ewangeliczne od Wtorku Wielkanocnego do poniedziałku następnego tygodnia. Tekst rękopisu ogłosił jako pierwszy w 1866 roku w Petersburgu Izmaił Sriezniewski. Za najlepszą pod względem redakcji naukowej uznawana jest edycja Grigorija Iljinskiego z 1915 roku.